# Alexeï Baliasnikov
Alexeï Ivanovitch Baliasnikov (en russe : Алексей Иванович Балясников) est un aviateur soviétique, né le 4 février 1920 et décédé le 4 mars 1986. Pilote de chasse et As de la Seconde Guerre mondiale, il fut distingué par le titre de Héros de l'Union soviétique.

## Carrière
Alexeï Baliasnikov est né le 4 février 1920 dans le village de Novikovo, dans l'actuelle oblast de Tambov. Il rejoignit les rangs de l'Armée rouge en 1938 et fut breveté pilote au collège militaire de l'Air de Borissoglebsk au début de 1941.
En juin 1941, il servait comme sous-lieutenant (leïtenant) dans un régiment de chasse aérienne (IAP) du district militaire de Kiev. Peu après avoir obtenu sa première victoire aérienne, le 3 juillet 1941, il fut à son tour abattu en territoire ennemi et mit 36 jours pour regagner son unité. En 1942, il prit part à la bataille de Stalingrad, durant laquelle il abattit un Fw 189 en décembre et l'année suivante aux combats aériens du nord-Caucase et du Kouban. En novembre 1943, après avoir abattu un Messerschmitt Bf 109, il fut lui-même descendu ; découvert par une patrouille soviétique, il put cependant être sauvé et admis dans un hôpital. Il retourna au front au début 1944 et en mars 1945, devenu entre-temps capitaine (kapitan), il commandait une escadrille du 18e régiment de chasse aérienne de la Garde (18.GuIAP).
Il fut démobilisé en décembre 1945. Il travailla d'abord dans l'aviation civile puis fut directeur-adjoint d'une école technique forestière à Malyn, dans l'oblast de Jytomyr, en RSS d'Ukraine. Il vécut ensuite à Kiev, où il est décédé le 4 mars 1986. Il est enterré au cimetière Berkovtsy de Kiev.

## Palmarès et distinctions

### Tableau de chasse
Alexeï Baliasnikov est crédité de 23 victoires homologuées, dont 18 individuelles et 5 en coopération, plus 8 ballons d'observation abattus, au cours de 620 missions, dont 200 de reconnaissance aérienne.

### Décorations
- Héros de l'Union soviétique le 23 février 1945 (médaille no 7315)
- Ordre de Lénine
- Deux fois décoré de l'ordre du Drapeau rouge
- Ordre de la Guerre patriotique de 1re classe